# Augustyn Skrętkowicz
Augustyn Alojzy Skrętkowicz (ur. 20 stycznia 1954 w Wałbrzychu) – polski polityk i samorządowiec z regionu wałbrzyskiego.

## Życiorys
Wychował się w Wałbrzychu, wraz ze starszym bratem i siostrą w rodzinie osiadłej po wojnie. Ukończył studia na Politechnice Wrocławskiej jako inżynier budownictwa. W latach 1979–1990 pracował w wyuczonym zawodzie w biurze projektowym związanym z górnictwem. W wyborach w 1990 roku został pierwszym demokratycznie wybranym burmistrzem Boguszowa-Gorców i został ponownie wybrany na II kadencję w 1994 roku. Między 1999 a 2005 pracował w jednostkach miejskich. Był szefem biura parlamentarnego Platformy Obywatelskiej. Później pełnił w latach 2006-2010 urząd starosty oraz w latach 2010-2012 wicestarosty powstałego po reformie administracyjnej powiatu wałbrzyskiego. 
W ramach rozwoju zawodowego ukończył studia podyplomowe z zakresu zarządzania, w tym zarządzania jednostkami ochrony zdrowia, rzeczoznawstwa majątkowego oraz prawa Unii Europejskiej. 
Po 2012 wycofał się z polityki i przeszedł na emeryturę.

## Życie osobiste
Rozwiedziony, ma jedną córkę.